# Итонвил (Вашингтон)
Итонвил (енгл. Eatonville) град је у америчкој савезној држави Вашингтон. По попису становништва из 2010. у њему је живело 2.758 становника.

## Демографија
Према попису становништва из 2010. у граду је живело 2.758 становника, што је 746 (37,1%) становника више него 2000. године.
| Група             | 2000.         | 2010.         |
| Белци             | 1.808 (89,9%) | 2.424 (87,9%) |
| Афроамериканци    | 5 (0,2%)      | 13 (0,5%)     |
| Азијати           | 16 (0,8%)     | 24 (0,9%)     |
| Хиспаноамериканци | 93 (4,6%)     | 164 (5,9%)    |
| Укупно            | 2.012         | 2.758         |